# Département de la Sanaga-Maritime
Département de la Sanaga-Maritime är ett departement i Kamerun.   Det ligger i regionen Kustregionen, i den sydvästra delen av landet, 130 km väster om huvudstaden Yaoundé.
Följande samhällen finns i Département de la Sanaga-Maritime:
- Ngambé